# Стрљаница
Стрљаница или званично Дани косидбе на Купресу је традиционална манифестација у Купресу. Дуго је то био значајан и препознатљив друштвени и културни догађај на Купресу. Баштини вишевековни континуитет одржавања.
Према неким изворима, одржава се од 1687. године. Стрљаница је било масовно народно окупљање. На њему су се девојке „загледале“, а мајстори су припремили алат потребан за кошење како би га могли продати. Столари, ковачи и трговци продавали су косе, косилице, клепце, грабље, тестере, брусилице, виле и друго. Купци су хтели да испробају изложене алате. Проба је прерасла у такмичење. Брзина, ширина и уредност откоса су били цењени. Најбољи косац проглашен је за „косбашом“. На Купресу је бити косбаша највећа част и углед, све до средине 20. века, па чак и још неко време. Сено је било потребно за исхрану стоке у дугим и оштрим купрешким зимама, па је кошња и складиштење сена била најважнија и пресудна активност за опстанак. Зато су најбољи косци имали репутацију, а рођење мушког детета посебно се славило јер је рођен будућа косац. Међу многим победницима, прича о горштацима истиче два неприкосновена, Ђуру Братића из Кудиља и Стипу Ћурковића познатог као Раде Соколов. Од давнина су се на овим ливадама, осим кошења, такмичили и у традиционалним спортовима: планинарење, бацање камења с рамена, коњске трке, скок у даљ 'са места', а затим је додато и потезање конопца.
Данас привлачи хиљаде посетилаца, а због масе, атрактивности и разноликости садржаја, догађај је печат почетка летне туристичке сезоне у Купресу и ширем подручју. Посебно је јединствено Витешко такмичење косаца. Такмичење у кошењу траве ручно израђеном косом, као јединствен израз нематеријалног културног наслеђа на овим просторима, али и у другим традиционалним уметностима, занатским и спортским вештинама, у вези са етнографијом купрешког краја. 2000 -их, догађај је проширен великим међународним фестивалом, са CIOFF сертификатом и логом. Пројекту је дао међународни значај, који је 2015. и 2016. године награђен високим покровитељством УНЕСЦО -а, као "Пример добре праксе". У децембру 2020. године објављено је да је Стрљаница стављена на Унескову листу нематеријалног културног наслеђа.